# Justin Wilson
Justin Wilson (Sheffield, 1978. július 31. – Allentown, Pennsylvania, USA, 2015. augusztus 24.) brit autóversenyző, a 2001-es nemzetközi Formula–3000-es sorozat bajnoka. 2003-ban a Minardi, valamint a Jaguar versenyzője volt a Formula–1-es világbajnokságon. 2004 és 2007 között a Champ Car-szériában szerepelt, 2008-tól pedig az IndyCar-sorozatban versenyzett. Öccse, Stefan szintén aktív autóversenyző.
Justin 192 centiméter magas volt, ami kirívó az autóversenyzők között.

## Pályafutása
1987-ben kezdett gokart-versenyeken indulni, majd 1994-ben váltott formulaautós sorozatokra. 1997-ig a Formula Vauxhall Junior, és a Formula Vauxhall-sorozat futamain indult. 1998-ban a Formula Palmer Audi bajnoka volt.
1999-től 2001-ig a nemzetközi Formula–3000-es bajnokságon szerepelt. A 2001-es szezonban Mark Webber és Tomáš Enge előtt szerezte meg a bajnoki címet.
2002-ben a World Series by Nissan-ban versenyzett. A szezon során két futamgyőzelmet szerzett, és végül negyedikként zárta az összetettet.

### Formula–1
A 2003-as szezonra a Formula–1-es világbajnokságon szereplő Minardi szerződtette, Jos Verstappen mellé versenyzőnek. Justin nem ért célba az első négy futamon. A maláj futamon meglazult a nyak- és fejvédő rendszer (HANS) az autójában. 15 körrel a verseny befejezése előtt már olyan fájdalmai voltak, hogy nem tudta tovább folytatni. Válla elzsibbadt, és nem tudott a vezetésre koncentrálni. Miután kiállt, még percekig nem bírt kiszállni az autóból; napokig tartott még felépült. Csak a brit nagydíjig maradt a Minardinál, a szezon utolsó öt futamát már a Jaguar pilótájaként teljesítette. Az amerikai nagydíjon nyolcadikként ért célba, és megszerezte első pontját a világbajnokságon.
A 2004-es szezonra nem kapott szerződést a sorozatban.

### Champ Car
2004-ben az amerikai Champ Car-szériába került. Dobogóra egyszer sem állt az évben, legjobb eredményét az utolsó futamon érte el, ahol negyedik lett. A pontversenyt tizenegyedikként zárta. Ebben az évben részt vett a Le Mans-i 24 órás versenyen is. Tom Coronelel és Ralph Firmanel alkotott hármasuk nem ért el célba értékelhető eredménnyel.
A 2005-ös szezonra a RuSPORT alakulatához szerződött. Torontoban megszerezte első futamgyőzelmét a sorozatban, továbbá győzött a mexikóvárosi viadalon is. Sébastien Bourdais és Oriol Servià mögött végül harmadikként zárta az összetettet.
2006-ban Bourdais újra bajnok lett, Wilson pedig a második helyért küzdött A. J. Allmendingerel. A szezon során egy futamon ért célba elsőként, és további hatszor állt dobogón. A Surfer's Paradise-i viadalon nem tudott részt venni, miután a verseny pénteki szabadedzésén balesetet szenvedett és eltört csuklójában a sajkacsont. A végelszámolásnál Bourdais mögött második lett a tabellán. 2007-ben újfent második lett Bourdais mögött.

### IndyCar

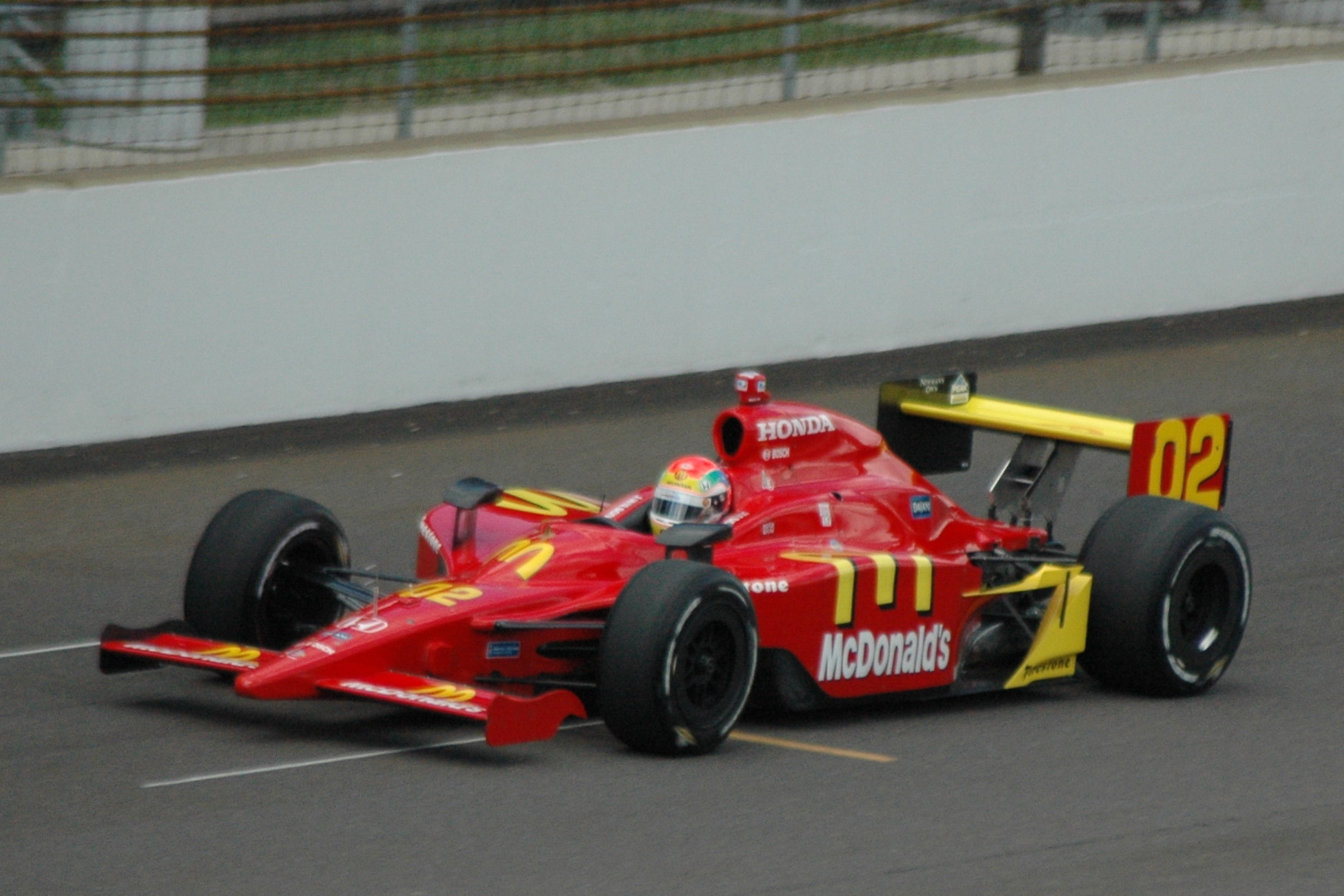
2008-ban az indianapolisi 500-on

2008-ra a Champ Car-széria megszűnt, és Justin az IndyCar-sorozatba tért át. A 2008-as szezont a Newman/Haas Racing versenyzőjeként teljesítette, csapattársa az amerikai Graham Rahal volt. Az idény első felében nem ért el nagyobb sikereket, majd a tizennegyedik futamon, Edmontonban harmadik lett. Három versennyel később, Detroitban megszerezte első futamgyőzelmét. Még Rahal a tizenhetedik, addig Justin a tizenegyedik helyen zárta az összetett értékelést.

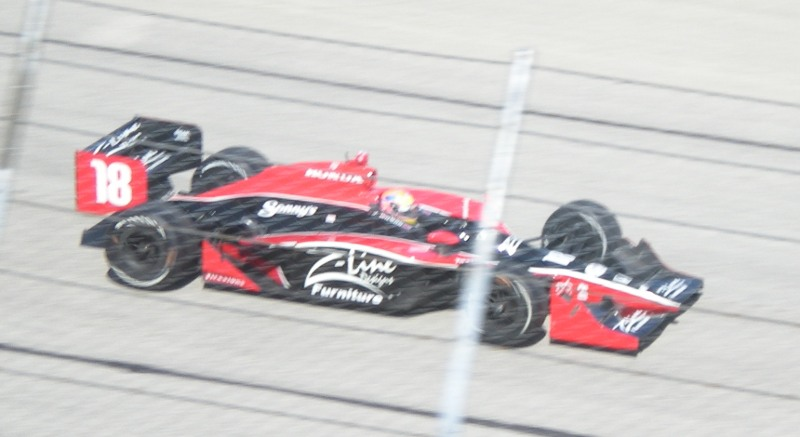
2009-ben a Milwaukee Mile-on

A 2009-es szezonra a Dale Coyne Racing alakulatához került. Csapattársa Tomas Scheckter lett, aki nála sokkal nagyobb tapasztalattal bírt az IndyCar-sorozatban. A szezonnyitó viadalon, St. Petersburgban a második rajtpozíciót szerezte meg, ami a Coyne-csapat 23 éves történelmének legjobb időmérőedzésen elért eredménye volt. A futam nagy részén ő állt az élen, és a leggyorsabb kört is ő teljesítette, végül azonban csak harmadik lett Ryan Briscoe és Ryan Hunter-Reay mögött. A következő hét versenyen egyszer sem végzett a legjobb tíz között, majd Watkins Glenben győzni tudott. Sikerével csapata első, egyben karrierje második IndyCar-győzelmét szerezte meg. A hátralevő futamokon nem állt dobogóra, végül kilencedik lett a pontversenyben.
A 2010-es évet a Daytonai 24 órás versennyel kezdte meg januárban. A futamon Max Papis, Scott Pruett és Memo Rojas váltótársaként szerepelt. Négyesük abszolút másodikként zárt.
Február 2-án bejelentették, hogy a Dreyer & Reinbold Racing pilótája lesz a 2010-es szezonban. Az év során egyszer sem tudott futamot nyerni, legjobb eredménye két második helyezés volt a St. Peteesburgi, illetve a Long Beach-i viadalról. A 2008-as szezon után újfent tizenegyedikként zárta a pontversenyt.

## Eredményei

### Teljes eredménylistája a nemzetközi Formula–3000-es sorozaton
(Táblázat értelmezése)

(Félkövér: pole-pozícióból indult; dőlt: leggyorsabb kört futott) 

| Év   | Csapat                  | 1     | 2      | 3     | 4      | 5      | 6      | 7      | 8      | 9      | 10     | 11    | 12    | Helyezés | Pont |
| ---- | ----------------------- | ----- | ------ | ----- | ------ | ------ | ------ | ------ | ------ | ------ | ------ | ----- | ----- | -------- | ---- |
| 1999 | Team Astromega          | IMO 6 | MON Ki | CAT 6 | MAG 10 | SIL Ki | A1R Ki | HOC Ki | HUN 7  | SPA Ki | NÜR Ki |       |       | 20.      | 2    |
| 2000 | Nordic Racing           | IMO 8 | SIL 3  | CAT 5 | NÜR Ki | MON 7  | MAG 9  | A1R 2  | HOC Ki | HUN 5  | SPA 5  |       |       | 5.       | 16   |
| 2001 | Coca-Cola Nordic Racing | INT 1 | IMO 6  | CAT 3 | A1R 1  | MON 2  | NÜR Ki | MAG 2  | SIL 2  | HOC 2  | HUN 1  | SPA 2 | MNZ 2 | 1.       | 71   |

### Teljes Formula–1-es eredménysorozata
(Táblázat értelmezése)

(Félkövér: pole-pozícióból indult; dőlt: leggyorsabb kört futott) 

| Év   | Csapat  | 1      | 2      | 3      | 4      | 5      | 6      | 7      | 8      | 9      | 10     | 11     | 12     | 13     | 14     | 15    | 16     | Helyezés | Pont |
| ---- | ------- | ------ | ------ | ------ | ------ | ------ | ------ | ------ | ------ | ------ | ------ | ------ | ------ | ------ | ------ | ----- | ------ | -------- | ---- |
| 2003 | Minardi | AUS Ki | MAL Ki | BRA Ki | SMR Ki | ESP 11 | AUT 13 | MON Ki | CAN Ki | EUR 13 | FRA 14 | GBR 16 |        |        |        |       |        | 20.      | 1    |
| 2003 | Jaguar  |        |        |        |        |        |        |        |        |        |        |        | GER Ki | HUN Ki | ITA Ki | USA 8 | JPN 13 | 20.      | 1    |

Le Mans-i 24 órás autóverseny
| Év   | Csapat             | Autó      | Csapattárs  | Csapattárs   | Helyezés        |
| ---- | ------------------ | --------- | ----------- | ------------ | --------------- |
| 2004 | Racing for Holland | Dome S101 | Tom Coronel | Ralph Firman | nem értékelhető |

### Teljes Champ Car-eredménysorozata
(Táblázat értelmezése)

(Félkövér: pole-pozícióból indult; dőlt: leggyorsabb kört futott) 

| Év   | Csapat   | 1      | 2     | 3      | 4      | 5      | 6      | 7      | 8     | 9      | 10     | 11     | 12    | 13      | 14     | Helyezés | Pont |
| ---- | -------- | ------ | ----- | ------ | ------ | ------ | ------ | ------ | ----- | ------ | ------ | ------ | ----- | ------- | ------ | -------- | ---- |
| 2004 | Conquest | LBH 6  | MTY 6 | MIL 11 | POR 5  | CLE 18 | TOR 12 | VAN 14 | ROA 7 | DEN 7  | MTL 14 | LS 18  | LVG 8 | SRF 8   | MXC 4  | 11.      | 188  |
| 2005 | RuSPORT  | LBH 4  | MTY 4 | MIL 4  | POR 17 | CLE 7  | TOR 1  | EDM 4  | SJO 4 | DEN Ki | MTL 3  | LVG 11 | SRF 7 | MXC 1   |        | 3.       | 265  |
| 2006 | RuSPORT  | LBH 2  | HOU 5 | MTY 2  | MIL 2  | POR 2  | CLE Ki | TOR 4  | EDM 1 | SJO 3  | DEN 8  | MTL Ki | ROA 5 | SRF Sér | MXC 2  | 2.       | 298  |
| 2007 | RSPORTS  | LVG Ki | LBH 4 | HOU 10 | POR 2  | CLE 4  | MTT 5  | TOR 3  | EDM 2 | SJO 13 | ROA 8  | ZOL 5  | ASN 1 | SRF 2   | MXC 10 | 2.       | 281  |

### Teljes IndyCar-eredménysorozata
(Táblázat értelmezése)

(Félkövér: pole-pozícióból indult; dőlt: leggyorsabb kört futott) 

| Év   | Csapat             | 1      | 2      | 3       | 4       | 5       | 6       | 7      | 8      | 9      | 10     | 11     | 12      | 13     | 14     | 15     | 16     | 17     | 18     | 19     | Helyezés | Pont |
| ---- | ------------------ | ------ | ------ | ------- | ------- | ------- | ------- | ------ | ------ | ------ | ------ | ------ | ------- | ------ | ------ | ------ | ------ | ------ | ------ | ------ | -------- | ---- |
| 2008 | N/H/L              | HMS 15 | STP 9  | MOT DNP | LBH 19  | KAN 9   | INDY 27 | MIL 7  | TXS 27 | IOW 12 | RIR 7  | WGL 25 | NSH 18  | MDO 11 | EDM 3  | KTY 19 | SNM 9  | DET 1  | CHI 11 | SRF 12 | 11.      | 340  |
| 2009 | Coyne              | STP 3  | LBH 22 | KAN 14  | INDY 23 | MIL 15  | TXS 15  | IOW 18 | RIR 14 | WGL 1  | TOR 5  | EDM 8  | KTY 21  | MDO 13 | SNM 7  | CHI 10 | MOT 12 | HMS 10 |        |        | 9.       | 354  |
| 2010 | Dreyer & Reinbold  | BRA 11 | STP 2  | ALA 7   | LBH 2   | KAN 18  | INDY 7  | TXS 19 | IOW 24 | WGL 10 | TOR 7* | EDM 21 | MDO 27  | SNM 6  | CHI 7  | KTY 11 | MOT 16 | HMS 21 |        |        | 11.      | 361  |
| 2011 | Dreyer & Reinbold  | STP 10 | ALA 19 | LBH 22  | SAO 7   | INDY 16 | TXS 17  | TXS 21 | MIL 10 | IOW 12 | TOR 15 | EDM 5  | MDO Wth | NHM    | SNM    | BAL    | MOT    | KTY    | LVS    |        | 24.      | 183  |
| 2012 | Dale Coyne Racing  | STP 10 | ALA 19 | LBH 10  | SAO 22  | INDY 7  | DET 22  | TXS 1  | MIL 23 | IOW 10 | TOR 21 | EDM 9  | MDO 18  | SNM 11 | BAL 17 | FON 23 |        |        |        |        | 15.      | 278  |
| 2013 | Dale Coyne Racing  | STP 9  | ALA 8  | LBH 3   | SAO 20  | INDY 5  | DET 3   | DET 22 | TXS 15 | MIL 9  | IOW 11 | POC 7  | TOR 11  | TOR 8  | MDO 8  | SNM 2  | BAL 4  | HOU 3  | HOU 4  | FON 18 | 6.       | 472  |
| 2014 | Dale Coyne Racing  | STP 8  | LBH 16 | ALA 6   | IMS 11  | INDY 22 | DET 4   | DET 12 | TXS 21 | HOU 10 | HOU 12 | POC 14 | IOW 13  | TOR 10 | TOR 10 | MDO 15 | MIL 17 | SNM 9  | FON 13 |        | 15.      | 395  |
| 2015 | Andretti Autosport | STP    | NLA    | LBH     | ALA     | IMS 24  | INDY 21 | DET    | DET    | TXS    | TOR    | FON    | MIL 18  | IOW 17 | MDO 2  | POC 15 | SNM    |        |        |        | 24.      | 108  |

### Teljes Formula E eredménylistája
| Év      | Csapat             | 1   | 2   | 3   | 4   | 5   | 6   | 7   | 8   | 9      | 10  | 11  | Helyezés | Pont |
| ------- | ------------------ | --- | --- | --- | --- | --- | --- | --- | --- | ------ | --- | --- | -------- | ---- |
| 2014-15 | Andretti Autosport | BEI | PUT | PDE | BUE | MIA | LBH | MON | BER | MOS 10 | LON | LON | 25.      | 1    |

† FanBoost

## Fordítás
- Ez a szócikk részben vagy egészben  a   Justin Wilson című angol Wikipédia-szócikk fordításán alapul.  Az eredeti cikk szerkesztőit annak laptörténete sorolja fel. Ez a jelzés csupán a megfogalmazás eredetét és a szerzői jogokat jelzi, nem szolgál a cikkben szereplő információk forrásmegjelöléseként.